# Can Deu (Sabadell)
Can Deu és un barri de la ciutat de Sabadell, que deu el seu nom a la masia homònima. Al bosc que l'envolta es poden visitar les ermites de Sant Julià d'Altura i la de Sant Vicenç de Verders, traslladada des del pantà de Sau).

## Història
El projecte del barri de Can Deu va néixer el 1969, derivat de les necessitats d'habitatge social per la immigració massiva, però també amb la voluntat de crear un barri residencial sense massificació. L'encàrrec del polígon residencial el van fer a quatre equips d'arquitectes: Azua-Pardal, Bracons-Picola, Coll-Vicens-Casulleras i Pedragosa-Sauquet-Valls. L'objectiu era donar als afores una oferta de serveis completa i un disseny que potenciés la vida comunitària dels residents. El resultat va ser la creació d'un barri de 1.201 habitatges, amb un centre cívic, una piscina, diversos locals d'ús públic i comercial, zones per a vianants i espais enjardinats.